# Lopheros crenatus
Lopheros crenatus es una especie de escarabajo perteneciente del género Lopheros y a la familia de los escarabajos de alas rojas. El escarabajo es poco frecuente pero se ha descrito principalmente distribuido en el este de Canadá y el Este de Estados Unidos.